# Malajzia a 2008. évi nyári olimpiai játékokon

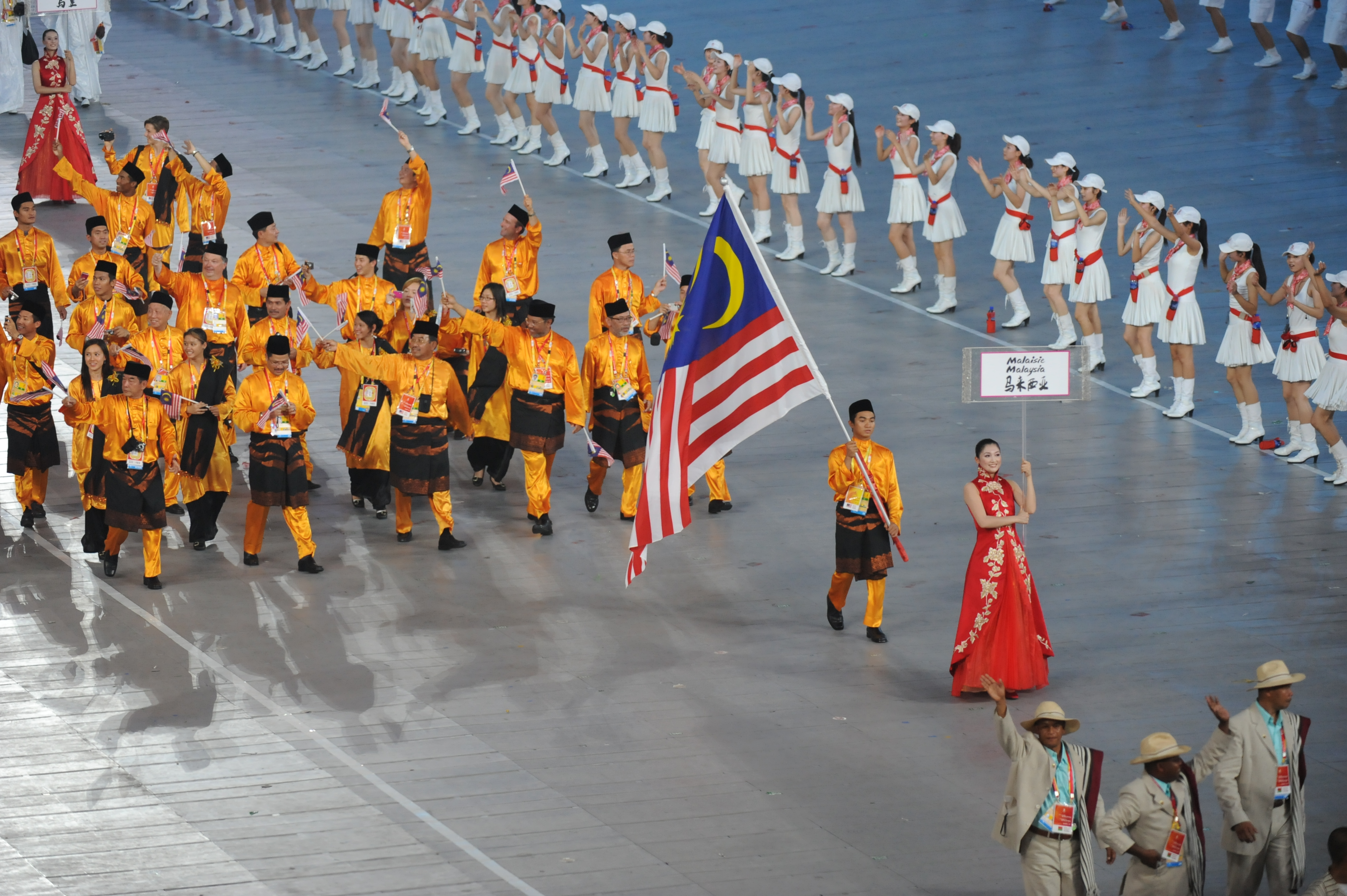
Malajzia olimpiai küldöttsége a megnyitón

Malajzia a kínai Pekingben megrendezett 2008. évi nyári olimpiai játékok egyik részt vevő nemzete volt. Az országot az olimpián 10 sportágban 32 sportoló képviselte, akik összesen 1 érmet szereztek.

## Érmesek
| Érem  | Versenyző     | Sportág     | Versenyszám |
| ----- | ------------- | ----------- | ----------- |
| Ezüst | Lee Chong Wei | Tollaslabda | Férfi egyes |

## Atlétika
Férfi

| Versenyző   | Versenyszám | Selejtező | Selejtező | Döntő    | Döntő    |
| Versenyző   | Versenyszám | Eredmény  | Helyezés  | Eredmény | Helyezés |
| ----------- | ----------- | --------- | --------- | -------- | -------- |
| Lee Hup Wei | Magasugrás  | 220 cm    | 32.       | kiesett  | kiesett  |

Női

| Versenyző    | Versenyszám     | Eredmény      | Helyezés      |
| ------------ | --------------- | ------------- | ------------- |
| Yuan Yu Fang | 20 km gyaloglás | nem ért célba | nem ért célba |

| Versenyző      | Versenyszám | Selejtező | Selejtező | Döntő    | Döntő    |
| Versenyző      | Versenyszám | Eredmény  | Helyezés  | Eredmény | Helyezés |
| -------------- | ----------- | --------- | --------- | -------- | -------- |
| Roslinda Samsu | Rúdugrás    | 430 cm    | 16.*      | kiesett  | kiesett  |

* - egy másik versenyzővel azonos eredményt ért el

## Íjászat
Férfi

| Versenyző                                     | Versenyszám | Selejtező | Selejtező | 64-es főtábla                          | 32-es főtábla                      | Nyolcaddöntő                                   | Negyeddöntő                                                                       | Elődöntő          | Döntő             | Helyezés |
| Versenyző                                     | Versenyszám | Pont      | Kiemelt   | Ellenfél Eredmény                      | Ellenfél Eredmény                  | Ellenfél Eredmény                              | Ellenfél Eredmény                                                                 | Ellenfél Eredmény | Ellenfél Eredmény | Helyezés |
| --------------------------------------------- | ----------- | --------- | --------- | -------------------------------------- | ---------------------------------- | ---------------------------------------------- | --------------------------------------------------------------------------------- | ----------------- | ----------------- | -------- |
| Cheng Chu Sian                                | Egyéni      | 660       | 26.       | Matthew Gray (AUS) (39.) · 109-101     | Matti Hatava (FIN) (58.) · 110-103 | I Cshanghvan (KOR) (10.) · 105 (+19)-105 (+18) | Bair Bagyonov (RUS) (31.) · 104-109                                               | kiesett           | kiesett           | 8.       |
| Wan Khalmizam                                 | Egyéni      | 674       | 5.        | Alexandru Bodnar (ROU) (60.) · 105-106 | kiesett                            | kiesett                                        | kiesett                                                                           | kiesett           | kiesett           | 47.*     |
| Muhammad Marbawi                              | Egyéni      | 659       | 27.       | Chen Szu-Yuan (TPE) (38.) · 106-107    | kiesett                            | kiesett                                        | kiesett                                                                           | kiesett           | kiesett           | 43.**    |
| Cheng Chu Sian Wan Khalmizam Muhammad Marbawi | Csapat      | 1993      | 3.        |                                        |                                    |                                                | Olaszország (ITA) · Ilario Di Buò · Marco Galiazzo · Mauro Nespoli (6.) · 213-218 | kiesett           | kiesett           | 6.       |

* - egy másik versenyzővel azonos eredményt ért el

** - három másik versenyzővel azonos eredményt ért el

## Kerékpározás

### Pálya-kerékpározás
Sprintversenyek

| Versenyző                                         | Versenyszám         | Selejtező | Selejtező | 1. forduló                 | Vigaszág                                                   | Vigaszág | 2. forduló                 | Vigaszág                                            | Vigaszág | 9–12. helyért          | 9–12. helyért | Negyeddöntő                      | 5–8. helyért                                                     | 5–8. helyért | Elődöntő                                                                      | Döntő                | Helyezés |
| Versenyző                                         | Versenyszám         | Idő       | Hely.     | Ellenfél Győztes idő       | Ellenfelek Győztes idő                                     | Hely.    | Ellenfél Győztes idő       | Ellenfelek Győztes idő                              | Hely.    | Ellenfelek Győztes idő | Hely.         | Ellenfél Győztes idő             | Ellenfelek Győztes idő                                           | Hely.        | Ellenfél Győztes idő                                                          | Ellenfél Győztes idő | Helyezés |
| ------------------------------------------------- | ------------------- | --------- | --------- | -------------------------- | ---------------------------------------------------------- | -------- | -------------------------- | --------------------------------------------------- | -------- | ---------------------- | ------------- | -------------------------------- | ---------------------------------------------------------------- | ------------ | ----------------------------------------------------------------------------- | -------------------- | -------- |
| Mohd Azizulhasni Awang                            | Férfi egyéni sprint | 10,272    | 7.        | Ryan Bayley (AUS) · 10,762 | Kitacuru Cubasza (JPN) · Łukasz Kwiatkowski (POL) · 10,959 | 1.       | Jason Kenny (GBR) · 10,531 | Stefan Nimke (GER) · Roberto Chiappa (ITA) · 11,010 | 1.       |                        |               | Chris Hoy (GBR) · 10,820, 10,302 | Kévin Sireau (FRA) · Teun Mulder (NED) · Theo Bos (NED) · 10,719 | 4.           |                                                                               |                      | 8.       |
| Mohd Azizulhasni Awang Josiah Ng Mohd Rizal Tisin | Férfi csapatsprint  | 44,725    | 7.        |                            |                                                            |          |                            |                                                     |          |                        |               |                                  |                                                                  |              | Franciaország (FRA) · Grégory Baugé · Kévin Sireau · Arnaud Tournant · 44,822 | kiesett              | 7.       |

Keirin

| Versenyző              | Versenyszám  | 1. forduló | Vigaszág | 2. forduló | Döntő    | Helyezés |
| Versenyző              | Versenyszám  | Helyezés   | Helyezés | Helyezés   | Helyezés | Helyezés |
| ---------------------- | ------------ | ---------- | -------- | ---------- | -------- | -------- |
| Mohd Azizulhasni Awang | Férfi keirin | 1.         |          | 4.         | 4.       | 10.      |
| Josiah Ng              | Férfi keirin | 2.         |          | 4.         | 3.       | 9.       |

## Műugrás
Férfi

| Versenyző   | Versenyszám        | Selejtező | Selejtező | Elődöntő | Elődöntő | Döntő   | Döntő    |
| Versenyző   | Versenyszám        | Pont      | Helyezés  | Pont     | Helyezés | Pont    | Helyezés |
| ----------- | ------------------ | --------- | --------- | -------- | -------- | ------- | -------- |
| Bryan Lomas | Egyéni toronyugrás | 384,35    | 26.       | kiesett  | kiesett  | kiesett | kiesett  |

Női

| Versenyző        | Versenyszám        | Selejtező | Selejtező | Elődöntő | Elődöntő | Döntő   | Döntő    |
| Versenyző        | Versenyszám        | Pont      | Helyezés  | Pont     | Helyezés | Pont    | Helyezés |
| ---------------- | ------------------ | --------- | --------- | -------- | -------- | ------- | -------- |
| Elizabeth Jimie  | Egyéni műugrás     | 253,50    | 21.*      | kiesett  | kiesett  | kiesett | kiesett  |
| Leong Mun Yee    | Egyéni műugrás     | 253,50    | 21.*      | kiesett  | kiesett  | kiesett | kiesett  |
| Pandelela Rinong | Egyéni toronyugrás | 249,20    | 27.       | kiesett  | kiesett  | kiesett | kiesett  |

* - egy másik versenyzővel azonos eredményt ért el

## Sportlövészet
Férfi

| Versenyző        | Versenyszám          | Selejtező | Selejtező | Döntő   | Döntő    |
| Versenyző        | Versenyszám          | Pont      | Helyezés  | Pont    | Helyezés |
| ---------------- | -------------------- | --------- | --------- | ------- | -------- |
| Hasli Amir Hasan | Gyorstüzelő pisztoly | 564       | 15.       | kiesett | kiesett  |

## Súlyemelés
Férfi

| Versenyző      | Versenyszám | Szakítás | Szakítás | Lökés    | Lökés    | Összesen | Helyezés |
| Versenyző      | Versenyszám | Eredmény | Helyezés | Eredmény | Helyezés | Összesen | Helyezés |
| -------------- | ----------- | -------- | -------- | -------- | -------- | -------- | -------- |
| Amirul Ibrahim | 56 kg       | 121,0    | 8.       | 144,0    | 9.       | 265,0    | 8.       |

## Taekwondo
Női

| Versenyző     | Versenyszám | Nyolcaddöntő                   | Negyeddöntő              | Elődöntő          | Vigaszág elődöntő          | Bronz- mérkőzés   | Döntő             | Helyezés |
| Versenyző     | Versenyszám | Ellenfél Eredmény              | Ellenfél Eredmény        | Ellenfél Eredmény | Ellenfél Eredmény          | Ellenfél Eredmény | Ellenfél Eredmény | Helyezés |
| ------------- | ----------- | ------------------------------ | ------------------------ | ----------------- | -------------------------- | ----------------- | ----------------- | -------- |
| Elaine Teo    | Pehelysúly  | Azize Tanrıkulu (TUR) · 4-7    |                          |                   | Diana López (USA) · 0-3    | kiesett           |                   | 7.       |
| Che Chew Chan | Nehézsúly   | Yevgeniya Karimova (UZB) · 5-4 | Nina Solheim (NOR) · 1-3 |                   | Noha Abd-Rabbo (EGY) · 1-5 | kiesett           |                   | 7.       |

## Tollaslabda
| Versenyző                    | Versenyszám | Selejtező         | 32-es főtábla                           | Nyolcaddöntő                                                        | Negyeddöntő                                                    | Elődöntő                             | Bronz- mérkőzés   | Döntő                       | Helyezés |
| Versenyző                    | Versenyszám | Ellenfél Eredmény | Ellenfél Eredmény                       | Ellenfél Eredmény                                                   | Ellenfél Eredmény                                              | Ellenfél Eredmény                    | Ellenfél Eredmény | Ellenfél Eredmény           | Helyezés |
| ---------------------------- | ----------- | ----------------- | --------------------------------------- | ------------------------------------------------------------------- | -------------------------------------------------------------- | ------------------------------------ | ----------------- | --------------------------- | -------- |
| Lee Chong Wei                | Férfi egyes |                   | Ronald Susilo (SIN) · 21-13, 21-14      | Kęstutis Navickas (LTU) · 21-5, 21-7                                | Sony Dwi Kuncoro (INA) · 21-9, 21-11                           | I Hjonil (KOR) · 21-18, 13-21, 21-13 |                   | Lin Tan (CHN) · 12-21, 8-21 |          |
| Wong Choong Hann             | Férfi egyes |                   | Taufik Hidayat (INA) · 21-19, 21-16     | Hsien Yu-Hsing (TPE) · 21-14, 17-21, 18-21                          | kiesett                                                        | kiesett                              | kiesett           | kiesett                     | 9.       |
| Koo Kien Keat Tan Boon Heong | Férfi páros |                   |                                         | Japán (JPN) · Ikeda Sintaró · Szakamoto Súicsi · 21-12, 21-16       | Indonézia (INA) · Markis Kido · Hendra Setiawan · 16-21, 18-21 | kiesett                              | kiesett           | kiesett                     | 5.       |
| Choong Tan Fook Lee Wan Wah  | Férfi páros |                   |                                         | Dél-Korea (KOR) · I Dzsedzsin · Hvang Dzsiman · 22-20, 13-21, 16-21 | kiesett                                                        | kiesett                              | kiesett           | kiesett                     | 9.       |
| Wong Mew Choo                | Női egyes   |                   | Kerry-Lee Harrington (RSA) · 21-4, 21-4 | Petya Nedelcseva (BUL) · 21-16, 21-8                                | Lu Lan (CHN) · 7-21, 27-29                                     | kiesett                              | kiesett           | kiesett                     | 5.       |
| Chin Eei Hui Wong Pei Tty    | Női páros   |                   |                                         | Dél-Korea (KOR) · I Hjodzsong · I Kjongvon · 14-21, 19-21           | kiesett                                                        | kiesett                              | kiesett           | kiesett                     | 9.       |

## Úszás
Férfi

| Versenyző   | Versenyszám    | Előfutam | Előfutam | Előfutam | Elődöntő | Elődöntő | Elődöntő | Döntő   | Döntő    |
| Versenyző   | Versenyszám    | Idő      | Hely.    | Össz.    | Idő      | Hely.    | Össz.    | Idő     | Helyezés |
| ----------- | -------------- | -------- | -------- | -------- | -------- | -------- | -------- | ------- | -------- |
| Daniel Bego | 200 m gyors    | 1:50,92  | 6.       | 44.      | kiesett  | kiesett  | kiesett  | kiesett | kiesett  |
| Daniel Bego | 100 m pillangó | 54,38    | 2.       | 54.      | kiesett  | kiesett  | kiesett  | kiesett | kiesett  |
| Daniel Bego | 200 m pillangó | 2:01,28  | 7.       | 37.      | kiesett  | kiesett  | kiesett  | kiesett | kiesett  |

Női

| Versenyző      | Versenyszám  | Előfutam | Előfutam | Előfutam | Elődöntő | Elődöntő | Elődöntő | Döntő   | Döntő    |
| Versenyző      | Versenyszám  | Idő      | Hely.    | Össz.    | Idő      | Hely.    | Össz.    | Idő     | Helyezés |
| -------------- | ------------ | -------- | -------- | -------- | -------- | -------- | -------- | ------- | -------- |
| Khoo Cai Lin   | 400 m gyors  | 4:23,37  | 6.       | 38.      |          |          |          | kiesett | kiesett  |
| Khoo Cai Lin   | 800 m gyors  | 9:04,86  | 8.       | 34.      |          |          |          | kiesett | kiesett  |
| Leung Chii Lin | 50 m gyors   | 26,75    | 6.       | 48.      | kiesett  | kiesett  | kiesett  | kiesett | kiesett  |
| Siow Yi Ting   | 200 m mell   | 2:27,80  | 1.       | 19.      | kiesett  | kiesett  | kiesett  | kiesett | kiesett  |
| Siow Yi Ting   | 200 m vegyes | 2:17,11  | 7.       | 29.      | kiesett  | kiesett  | kiesett  | kiesett | kiesett  |
| Lew Yih Wey    | 400 m vegyes | 4:55,83  | 3.       | 34.      |          |          |          | kiesett | kiesett  |

## Vitorlázás
Férfi

| Versenyző | Versenyszám | Futam | Futam | Futam | Futam | Futam | Futam | Futam | Futam | Futam | Futam | Pontszám | Helyezés |
| Versenyző | Versenyszám | 1     | 2     | 3     | 4     | 5     | 6     | 7     | 8     | 9     | É     | Pontszám | Helyezés |
| --------- | ----------- | ----- | ----- | ----- | ----- | ----- | ----- | ----- | ----- | ----- | ----- | -------- | -------- |
| Kevin Lim | Laser       | 44    | 24    | 28    | 42    | 22    | 34    | 34    | 39    | 26    | -     | 249      | 38.      |